# Готична скульптура
Готична скульптура — скульптура стилю середньовіччя — готики (XI–XII століття і ХІІІ—XIV століття (в окремих країнах — до XVI ст.).

## Особливості готичної скульптури
Одночасно із розквітом готичної монументальної архітектури відбувався й розквіт монументальної скульптури, в якій втілювався новий зміст. Портали ставали дедалі розкішнішими, що відбивало зріст добробуту міст у порівнянні із монастирями. Прочанські церкви відтепер мають не один оздоблений скульптурою портал, а щонайменше три, і більше того - додалися портали на кінцях трансепта.
Підтримуюча тимпан опора прикрашається чудовими скульптурами, які, до того ж, виконуються у реалістичнішій манері. Розмаїттям облич, поз, складок одягу підкреслюється індивідуальність кожного образу, а це, в свою чергу, відбиває зростаючий інтерес до людського в біблейському персонажі.
Про популярність образу Діви Марії, що своїм земним походженням наближала до себе віруючих, свідчить велика кількість французьких соборів, присвячених Богоматері, - у Парижі, Шартрі, Ам'єні, Лані.
Зображення Богоматері, що сидить на троні, або «Коронація Богоматері» дедалі частіше з'являється в оформленні порталу західного фасаду монументальних споруд. За значенням цей образ поступається тільки образу Христа. 
З'являються сцени повсякденного життя – що свідчить про те, що християнська культура стає більш світською.
Якщо попередня, романського стилю, скульптура зосередилася на ідеї неминучості Страшного Суду, то готична скульптура бере за мету відбити нову роль світської влади, закликаючи таким чином до шанобливості і послуху.

## Культурні пам'ятки історії готичної скульптури
Собор у Шартрі. Портали західного фасаду. Близько 1145 – 1170 рр. Складна скульптурна композиція включала статуї юдейських царів і цариць (з боків порталів), сцени з життя Христа (на капітелях), «Вознесіння Богоматері», «Христа у Славі» із символами чотирьох євангелістів і Богоматір із Дитятком (на тимпанах). Критики цього розкішного оздоблення церкви вважали, що церква має повернутися до ідеалів бідності.

Собор Паризької Богоматері. Західний фасад. Початок будівництва близько 1120 р. Типова для готичної архітектури схильність до складних будівель і розкоші знаходить підтвердження в появі трьох прикрашених скульптурою порталів головного фасаду.

Богоматір на троні. Собор. Шартр. Західний фасад, тимпан південного порталу. Близько 1145-1170 рр. Популярність образу Богоматері знаходить підтвердження в її зображенні на західному фасаді собору в Шартрі.
 Зображення двох язичницьких філософів на християнському храмі свідчить про те, якого значення в той час надавали знанням. Піфагор і Аристотель символізують відповідно музику і діалектику, які входили до семи вільних мистецтв, що становили основу навчання.